# 王仪涵
王仪涵（1988年1月18日—），上海人，中國前女子羽毛球運動員。個人最高世界排名第一位（2009年10月29日）。2016年9月宣布從國家隊退役。

## 簡歷

### 早年及出道
王儀涵在九歲左右開始練習羽毛球，先前為上海市少體學校成員，教練是程演。後來，她於2003年被程被推薦入上海隊。2005年時入選中国国家羽毛球队二隊，並於8個月後成為國家隊一隊成員。然而，在成為國家二隊成員前，王儀涵曾代為中國參加世界青年羽毛球錦標賽。其後成為二隊的一員時，她在亞洲青年羽毛球錦標賽得到一個亞軍，又於全國錦標賽獲得季軍。
2006年，王儀涵在中國羽毛球公開賽擊敗世界及亞洲冠軍謝杏芳。隨後兩周於湖南益陽舉行的羽毛球世界盃邀请赛，王儀涵在四強淘汰张宁，晉身決賽後又以2:0的局數，再度戰勝謝杏芳，以18歲之齡爆冷贏得冠軍，获得了职业生涯第一个单项世界冠军。而在10月中的世界青年羽毛球錦標賽中，王儀涵在南韓仁川中以21:13和21:9擊敗印度對手，再次奪得冠軍。
2009年3月，王儀涵第二度參加全英羽毛球超級賽，她出色的球技令人刮目相看，先後戰勝師姐謝杏芳及香港選手周蜜而進入決賽，最後於決賽以2比1戰勝丹麥選手蒂內·拉斯穆森，奪得個人首個全英羽毛球錦標賽女單錦標。同年5月，她入選蘇迪曼盃24人大名單，最終更取代狀態欠佳的謝杏芳，成為第一單打。除了首場分組賽之外，王儀涵都被列入出戰名單，其中對日本及印尼的比賽，她都獲勝，立下大功。但由於在準決賽及決賽中，女單排在第四項，而且中國隊兩天都勝出頭三項，根據賽例，準決賽和決賽只需勝出其中三場，因此，王儀涵未能在這兩場賽事亮相。不過其表現已大獲好評。

### 2011年世錦賽
2011年8月，王仪涵在伦敦世锦赛女单决赛中以2比0（21-15 21-10）战胜中华台北的郑韶婕，获得世锦赛女单冠军，也获得了个人第二个单项世界冠军。

### 2013年世錦賽
2013年8月，王儀涵參加中國廣州舉行的世界羽毛球錦標賽，以2號種子身分出戰女子單打項目。在首圈輪空後，她在第二圈先以2比0輕取印尼的贝拉特里克斯·玛努布蒂晉級；但至第三圈面對10號種子、印度小將普萨拉·文卡塔·辛杜，竟爆冷以0比2（18-21、21-23）落敗，卫冕失敗。赛后，王仪涵表示對手身高臂长、整体速度快，自己在体能上不占优势，打得非常被動。

### 2014年世錦賽
2014年8月，王仪涵參加丹麥哥本哈根舉行的世界羽毛球錦標賽，以3號種子身分出戰女子單打項目 ，故在首圈輪空。她在第二圈以2比0橫掃丹麥的安娜·蒂亚·马德森晉級；但至第三圈面對9號種子、西班牙的卡罗列娜·马琳，就以0比2（9-21、12-21）落敗，再次16強止步。赛后，她表示自己的球不是很连贯，移动速度上还是有些慢，整个表现不是很好，反而对方是越打越勇。

### 2015年世錦賽晉八強
2015年8月，王仪涵參加印尼雅加達舉行的世界羽毛球錦標賽，以6號種子身分出戰女子單打項目，故在首圈輪空。她先在次圈以2比1力克越南的武氏妆；第三圈又以2比1（17-21、21-18、21-8）反勝10號種子、南韓的裴延姝晉級；但至半準決賽面對2號種子、印度的塞娜·内维尔，在力戰下以1比2（15-21、21-19、19-21）不敵對手，8強止步。

### 宣布退役
2016年9月，王仪涵在中秋节当天在微博宣布从中国国家羽毛球队退役：“4,640天的国家队生活可谓滋味百般。在这里我感受过巅峰，经历过低谷；我学会了宠辱不惊，懂得了战胜自我。虽然一枚枚奖牌中镌刻着我的辛勤与汗水，然而内心的成长与历练却铸就我人生更大的收获。感谢教练、队友及祖国对我职业生涯的支持与帮助；感谢生活赋予我这12年多不凡的阅历。挥别这熟悉的走廊，我将开启下一段绚烂的人生。祝福我吧。期待与你们在赛场外的相逢与会面。”
王儀涵選手生涯的最後一場比賽是2017年全運會。最終，她在羽毛球女單八強被陈晓欣淘汰。

## 主要比賽成績
只列出曾進入準決賽的國際賽事成績：
| 年份   | 賽事                     | 公開賽級別 | 項目     | 成績   |
| ------ | ------------------------ | ---------- | -------- | ------ |
| 2005年 | 中国羽毛球公开赛         |            | 女子單打 | 準決賽 |
| 2006年 | 世界大学生羽毛球锦标赛   | 其他       | 女子單打 | 金牌   |
| 2006年 | 羽毛球世界盃             | 其他       | 女子單打 | 金牌   |
| 2006年 | 世界青年羽毛球錦標賽     | 其他       | 女子單打 | 金牌   |
| 2006年 | 世界青年羽毛球錦標賽     | 其他       | 混合團體 | 銀牌   |
| 2007年 | 世界大學生運動會         | 其他       | 女子單打 | 金牌   |
| 2007年 | 碧特博格羽毛球大獎賽     | 大獎賽     | 女子單打 | 冠軍   |
| 2007年 | 越南羽毛球大獎賽         | 大獎賽     | 女子單打 | 準決賽 |
| 2007年 | 俄羅斯羽毛球黃金大獎賽   | 黃金大獎賽 | 女子單打 | 冠軍   |
| 2008年 | 世界大学生羽毛球锦标赛   | 其他       | 女子單打 | 金牌   |
| 2008年 | 德國羽毛球大獎賽         | 大獎賽     | 女子單打 | 亞軍   |
| 2008年 | 日本羽毛球超級賽         | 超級賽     | 女子單打 | 冠軍   |
| 2008年 | 中國羽毛球大師賽         | 超級賽     | 女子單打 | 準決賽 |
| 2009年 | 德國羽毛球大獎賽         | 大獎賽     | 女子單打 | 冠軍   |
| 2009年 | 全英羽毛球超級賽         | 超級賽     | 女子單打 | 冠軍   |
| 2009年 | 瑞士羽毛球超級賽         | 超級賽     | 女子單打 | 冠軍   |
| 2009年 | 亞洲羽毛球錦標賽         | 其他       | 女子單打 | 銅牌   |
| 2009年 | 蘇迪曼盃                 | 其他       | 混合團體 | 金牌   |
| 2009年 | 澳門羽毛球黃金大獎賽     | 黃金大獎賽 | 女子單打 | 冠軍   |
| 2009年 | 中国羽毛球大师赛         | 超級賽     | 女子單打 | 準決賽 |
| 2009年 | 日本羽毛球超級賽         | 超級賽     | 女子單打 | 冠軍   |
| 2009年 | 丹麥羽毛球超級賽         | 超級賽     | 女子單打 | 亞軍   |
| 2009年 | 法國羽毛球超級賽         | 超級賽     | 女子單打 | 冠軍   |
| 2009年 | 香港羽毛球超級賽         | 超級賽     | 女子單打 | 冠軍   |
| 2010年 | 馬來西亞羽毛球超級賽     | 超級賽     | 女子單打 | 準決賽 |
| 2010年 | 全英羽毛球超級賽         | 超級賽     | 女子單打 | 亞軍   |
| 2010年 | 尤伯杯                   | 其他       | 女子團體 | 銀牌   |
| 2010年 | 中国羽毛球大师赛         | 超級賽     | 女子單打 | 準決賽 |
| 2010年 | 丹麥羽毛球超級賽         | 超級賽     | 女子單打 | 冠軍   |
| 2010年 | 法國羽毛球超級賽         | 超級賽     | 女子單打 | 冠軍   |
| 2010年 | 中國羽毛球超級賽         | 超級賽     | 女子單打 | 準決賽 |
| 2010年 | 世界羽聯超級系列賽總決賽 | 超級賽     | 女子單打 | 準決賽 |
| 2011年 | 馬來西亞羽毛球超級賽     | 超級賽     | 女子單打 | 亞軍   |
| 2011年 | 韓國羽毛球首要超級賽     | 首要超級賽 | 女子單打 | 冠軍   |
| 2011年 | 蘇迪曼盃                 | 其他       | 混合團體 | 金牌   |
| 2011年 | 亞洲羽毛球錦標賽         | 其他       | 女子單打 | 金牌   |
| 2011年 | 印尼羽毛球首要超級賽     | 首要超級賽 | 女子單打 | 冠軍   |
| 2011年 | 世界羽毛球錦標賽         | 其他       | 女子單打 | 金牌   |
| 2011年 | 中国羽毛球大师赛         | 超級賽     | 女子單打 | 準決賽 |
| 2011年 | 日本羽毛球超級賽         | 超級賽     | 女子單打 | 冠軍   |
| 2011年 | 丹麥羽毛球首要超級賽     | 首要超級賽 | 女子單打 | 亞軍   |
| 2011年 | 香港羽毛球超級賽         | 超級賽     | 女子單打 | 準決賽 |
| 2011年 | 中國羽毛球首要超級賽     | 首要超級賽 | 女子單打 | 冠軍   |
| 2011年 | 世界羽聯超級系列賽總決賽 | 首要超級賽 | 女子單打 | 冠軍   |
| 2012年 | 韓國羽毛球首要超級賽     | 首要超級賽 | 女子單打 | 準決賽 |
| 2012年 | 馬來西亞羽毛球超級賽     | 超級賽     | 女子單打 | 冠軍   |
| 2012年 | 全英羽毛球首要超級賽     | 首要超級賽 | 女子單打 | 亞軍   |
| 2012年 | 亞洲羽毛球錦標賽         | 其他       | 女子單打 | 銀牌   |
| 2012年 | 優霸盃                   | 其他       | 女子團體 | 金牌   |
| 2012年 | 印尼羽毛球首要超級賽     | 首要超級賽 | 女子單打 | 準決賽 |
| 2012年 | 奧林匹克運動會羽毛球比賽 | 其他       | 女子單打 | 銀牌   |
| 2012年 | 中國羽毛球大師賽         | 超級賽     | 女子單打 | 冠軍   |
| 2012年 | 丹麥羽毛球首要超級賽     | 首要超級賽 | 女子單打 | 準決賽 |
| 2012年 | 香港羽毛球超級賽         | 超級賽     | 女子單打 | 亞軍   |
| 2013年 | 德國羽毛球黃金大獎賽     | 黃金大獎賽 | 女子單打 | 冠軍   |
| 2013年 | 亞洲羽毛球錦標賽         | 其他       | 女子單打 | 金牌   |
| 2013年 | 蘇迪曼盃                 | 其他       | 混合團體 | 金牌   |
| 2013年 | 新加坡羽毛球超級賽       | 超級賽     | 女子單打 | 冠軍   |
| 2013年 | 日本羽毛球超級賽         | 超級賽     | 女子單打 | 準決賽 |
| 2013年 | 丹麥羽毛球首要超級賽     | 首要超級賽 | 女子單打 | 冠軍   |
| 2013年 | 香港羽毛球超級賽         | 超級賽     | 女子單打 | 冠軍   |
| 2014年 | 韓國羽毛球超級賽         | 超級賽     | 女子單打 | 冠軍   |
| 2014年 | 全英羽毛球首要超級賽     | 首要超級賽 | 女子單打 | 準決賽 |
| 2014年 | 瑞士羽毛球黃金大獎賽     | 黃金大獎賽 | 女子單打 | 冠軍   |
| 2014年 | 印度羽毛球超級賽         | 超級賽     | 女子單打 | 準決賽 |
| 2014年 | 新加坡羽毛球超級賽       | 超級賽     | 女子單打 | 冠軍   |
| 2014年 | 優霸盃                   | 其他       | 女子團體 | 金牌   |
| 2014年 | 亞洲運動會羽毛球比賽     | 其他       | 女子團體 | 金牌   |
| 2014年 | 亞洲運動會羽毛球比賽     | 其他       | 女子單打 | 金牌   |
| 2014年 | 丹麥羽毛球首要超級賽     | 首要超級賽 | 女子單打 | 亞軍   |
| 2014年 | 法國羽毛球超級賽         | 超級賽     | 女子單打 | 準決賽 |
| 2015年 | 新加坡羽毛球超級賽       | 超級賽     | 女子單打 | 準決賽 |
| 2015年 | 亞洲羽毛球錦標賽         | 其他       | 女子單打 | 銅牌   |
| 2015年 | 蘇迪曼盃                 | 其他       | 混合團體 | 金牌   |
| 2015年 | 印尼羽毛球首要超級賽     | 首要超級賽 | 女子單打 | 準決賽 |
| 2015年 | 中華台北羽毛球黃金大獎賽 | 黃金大獎賽 | 女子單打 | 冠軍   |
| 2015年 | 韓國羽毛球超級賽         | 超級賽     | 女子單打 | 亞軍   |
| 2015年 | 中國羽毛球首要超級賽     | 首要超級賽 | 女子單打 | 準決賽 |
| 2015年 | 香港羽毛球超級賽         | 超級賽     | 女子單打 | 準決賽 |
| 2015年 | 世界羽聯超級系列賽總決賽 | 首要超級賽 | 女子單打 | 亞軍   |
| 2016年 | 瑞士羽毛球黃金大獎賽     | 黃金大獎賽 | 女子單打 | 亞軍   |
| 2016年 | 馬來西亞羽毛球首要超級賽 | 首要超級賽 | 女子單打 | 準決賽 |
| 2016年 | 亞洲羽毛球錦標賽         | 其他       | 女子單打 | 金牌   |
| 2016年 | 優霸盃                   | 其他       | 女子團體 | 金牌   |
| 2016年 | 印尼羽毛球首要超級賽     | 首要超級賽 | 女子單打 | 亞軍   |
| 2016年 | 澳洲羽毛球超級賽         | 超級賽     | 女子單打 | 準決賽 |

| 2007-2017年 | 首要超級賽 | 超級賽 | 黃金大獎賽 | 大獎賽 | 國際挑戰賽 | 國際系列賽 | 未來系列賽 | 其他 |

### 世界冠軍頭銜
王仪涵在羽毛球生涯中共奪得 8 項羽毛球世界冠軍頭銜。
| 賽事             | 奪冠次數 | 年份                               |
| ---------------- | -------- | ---------------------------------- |
| 世界羽毛球錦標賽 | 1        | 2011年（女子單打）                 |
| 蘇迪曼杯         | 3        | 2009年、2013年、2015年（混合團體） |
| 尤伯杯           | 3        | 2012年、2014年、2016年（女子團體） |
| 羽毛球世界盃     | 1        | 2006年（女子單打）                 |
| 總計             | 8        |                                    |

### 奧運會和世錦賽參賽紀錄
|          | 2009 | 2010 | 2011 | 2012 | 2013 | 2014 | 2015 | 2016 |
| -------- | ---- | ---- | ---- | ---- | ---- | ---- | ---- | ---- |
| 女子單打 | 16強 | 16強 | 金牌 | 銀牌 | 16強 | 16強 | 8強  | 8強  |

### 主要對賽紀錄
王仪涵與主要對手的對賽成績如下（只列出對賽四次或以上對手，截至2012年5月24日）：

| 對手     | 對賽次數 | 對賽結果 | 對賽結果 | 總計 |
| 對手     | 對賽次數 | 勝       | 負       | 總計 |
| -------- | -------- | -------- | -------- | ---- |
| 蔣燕皎   | 13       | 8        | 5        | +3   |
| 王適嫻   | 10       | 9        | 4        | +5   |
| 李雪芮   | 11       | 6        | 5        | +1   |
| 汪鑫     | 10       | 8        | 2        | +6   |
| 卢兰     | 8        | 5        | 3        | +2   |
| 刘鑫     | 4        | 4        | 0        | +4   |
| 朱晶晶   | 4        | 4        | 0        | +4   |
| 谢杏芳   | 4        | 1        | 3        | -2   |
| 其他選手 | 16       | 11       | 5        | +6   |
| 總計     | 82       | 56       | 26       | +30  |

| 對手                  | 對賽次數 | 對賽結果 | 對賽結果 | 總計 |
| 對手                  | 對賽次數 | 勝       | 負       | 總計 |
| --------------------- | -------- | -------- | -------- | ---- |
| 蒂内·鲍恩             | 13       | 8        | 5        | +3   |
| 成池鉉                | 10       | 9        | 1        | +8   |
| 朱利安·申克           | 10       | 8        | 2        | +6   |
| 裴延姝                | 10       | 7        | 3        | +4   |
| 戴資穎                | 9        | 4        | 5        | -1   |
| 廣瀨榮理子            | 9        | 8        | 1        | +7   |
| 葉姵延                | 9        | 6        | 3        | +3   |
| 拉差诺·因达农         | 8        | 8        | 0        | +8   |
| 塞娜·内维尔           | 8        | 7        | 1        | +6   |
| 白驍馬                | 7        | 7        | 0        | +7   |
| 後藤愛                | 6        | 6        | 0        | +6   |
| 佩蒂娅·内德尔奇娃     | 5        | 5        | 0        | +5   |
| 艾拉·迪尔             | 5        | 5        | 0        | +5   |
| 鄭韶婕                | 5        | 5        | 0        | +5   |
| 阿德里安蒂·菲尔达萨里 | 5        | 4        | 1        | +3   |
| 蓬迪·布拉那巴硕       | 5        | 4        | 1        | +3   |
| 周蜜                  | 4        | 4        | 0        | +4   |
| 顾娟                  | 4        | 4        | 0        | +4   |
| 皮红艳                | 4        | 3        | 1        | +2   |
| 徐怀雯                | 4        | 3        | 1        | +2   |
| 王晨                  | 4        | 3        | 1        | +2   |
| 琳达·韦尼·法内特里    | 4        | 3        | 1        | +2   |
| 姚洁                  | 4        | 3        | 1        | +2   |
| 其他選手              | 103      | 95       | 8        | +87  |
| 總計                  | 246      | 215      | 31       | +184 |

## 外部連結
- 王仪涵在国际奥林匹克委员会的资料
- 王仪涵的新浪微博
- BWF Profile - Yihan WANG（英文）
- 中羽在線網 - 王仪涵 Wang Yihan（页面存档备份，存于）